# Santa Cecília de Torrentbò
Santa Cecília de Torrentbò és una església d'Arenys de Munt (Maresme) inclosa a l'Inventari del Patrimoni Arquitectònic de Catalunya.

## Descripció
L'ermita de Santa Cecília, construïda al segle xix, és un edifici de mides reduïdes. Consta d'una sola nau amb la coberta a dues aigües. La façana té una porta d'entrada sobre la qual hi ha un petit ull de bou. La decoració de la cornisa superior és amb arcs de mig punt en relleu. A sobre hi ha un petit campanar. Al presbiteri hi ha un retaule d'estil plateresc.